# Monognathus isaacsi
Monognathus isaacsi är en fiskart som beskrevs av Raju, 1974. Monognathus isaacsi ingår i släktet Monognathus och familjen Monognathidae. Inga underarter finns listade i Catalogue of Life.